# Безручко Іван Григорович
Іва́н Григо́рович Безру́чко (5 травня 1922, село Патринці, нині Кам'янець-Подільського району Хмельницької області) — український фольклорист.

## Біографія
Іван Безручко народився в селянській родині. У 1941 році закінчив середню школу в сусідньому селі Китайгород. Учасник бойових дій Німецько-радянської війни. Демобілізувавшись з армії, працював учителем молодших класів восьмирічної школи в Китайгороді. У 1950—1956 роках навчався у Чернівецькому медичному інституті (нині Буковинський державний медичний університет). Від 1956 року працював лікарем-терапевтом у центральній районній лікарні в Кельменецях. У 1992 році вийшов на пенсію.
Від 1937 року друкував у газетах і журналах кореспонденції зі шкільного та сільського життя. 1939 року, навчаючись у дев'ятому класі, опублікував вірш «Могила партизана» в обласній молодіжній газеті «Сталінська молодь», що виходила в Кам'янці-Подільському. 1940 року опублікував вірш «Молдавії» в республіканській молодіжній газеті. Надрукував кілька десятків віршів та оповідань у районній, обласній, фронтовій газетах, журналах.
В юності захопився збиранням народних пісень, легенд, переказів, прислів'їв, прикмет, рецептів народної медицини, страв, мовного матеріалу діалектології, топоніміки, краєзнавства. 8—11 січня 1957 року брав участь у роботі республіканської наради збирачів фольклору, на яку Івана Безручка запросив Максим Рильський. 1961 року на республіканській конференції з впровадження свят та обрядів виступав з доповіддю «Прислів'я та приказки в ритуалі народних свят та обрядів».
Наприкінці 1996 року в Чернівцях вийшла книга Безручка «Дністріана діда Йвана». 2010 року в Городку Хмельницької області видано збірку Безручка «Там, де тече Дністер», в якій представлено легенди, перекази, прислів'я та приказки, провісники природи та нотатки книголюба.